# Подорожник найвищий
Подорожник найвищий (Plantago altissima) — вид трав'янистих рослин родини подорожникових (Plantaginaceae), поширений у Алжирі й Тунісі, центральній і південно-східній Європі.

## Опис
Однорічна рослина 30–80(100) см заввишки. Листки ланцетні, широкі (до 30 мм завширшки), до основи поступово звужуються в черешок, рівний по довжині пластині або навіть довший за неї. Суцвіття 5–10 см завдовжки, квітки при основі з пучком волосків. Кореневище повзуче. Насіння довгасто-еліпсоїдне, 3.2–3.7 × 1.4–1.8 мм; поверхня блискуча, коричнева. 2n=72.

## Поширення
Поширений у Алжирі й Тунісі, центральній і південно-східній Європі.
В Україні вид зростає на луках, пасовищах, берегах річок — на Прикарпатті та Закарпатті, зрідка.